# 高宮村 (鳥取県)
高宮村（たかみやそん）は、かつて鳥取県日野郡にあった村で、1955年（昭和30年）6月30日に日野郡阿毘縁村と大宮村が合併して誕生した。
村名は合併時両村にある寺院と神社を示した2つの漢字を組み合わせたものである。旧阿毘縁村には日蓮宗阿毘縁山解脱寺があり、通称「高祖さん」と呼ばれていたことから「高」の文字を用い、旧大宮村には樂樂福神社があり、この神社を指す「宮」の文字を用いたのが由来である。
1959年（昭和34年）4月1日に日野郡伯南町、多里村、石見村、福栄村と合併し、日野郡日南町を新設して廃止された。